# Ucka Nature Park
Ucka Nature Park är en park i Kroatien. Den ligger i den västra delen av landet, 150 km väster om huvudstaden Zagreb. Ucka Nature Park ligger 741 meter över havet.
Terrängen runt Ucka Nature Park är kuperad åt nordost, men åt sydväst är den bergig. Havet är nära Ucka Nature Park åt sydost. Närmaste större samhälle är Rijeka, 14,5 km öster om Ucka Nature Park. I omgivningarna runt Ucka Nature Park växer i huvudsak blandskog.